# 11 Lacertae
Désignations
11 Lacertae (en abrégé 11 Lac) est une étoile géante de la constellation boréale du Lézard. Elle est visible à l'œil nu avec un magnitude apparente de 4,46. D'après la mesure de sa parallaxe annuelle par le satellite Gaia, elle est distante d'environ ∼ 350 a.l. (∼ 107 pc) de la Terre. Elle se rapproche du Système solaire à une vitesse radiale de −11 km/s.
11 Lacertae est une étoile géante rouge de type spectral K2,5 III. C'est une géante du red clump, ce qui signifie qu'elle génère son énergie par la fusion de l'hélium dans son noyau, après être passée par la phase de la branche des géantes rouges. L'étoile est estimée être âgée de 3,2 milliards d'années et elle est 1,38 fois plus massive que le Soleil. Son rayon est environ 39 fois plus grand que le rayon solaire, elle est 280 fois plus lumineuse que le Soleil et sa température de surface est de 4 203 K.